# You're So Fine (пісня Літтла Волтера)
«You're So Fine» — пісня американського блюзового музиканта Літтла Волтера і його гурту His Jukes, випущена синглом у 1953 році на лейблі Checker (дочірньому Chess). У 1954 році пісня посіла 2-е місце в хіт-параді R&B Singles журналу «Billboard».

## Оригінальна версія
Пісня була написана Волтером Джейкобсом (Літтлом Волтером). Запис відбувся 23 липня 1953 року в Чикаго, Іллінойс, в якому взяли участь Літтл Волтер (вокал, губна гармоніка) і його гурт His Jukes: Луї Маєрс і Дейв Маєрс (обидва — гітара), Віллі Діксон (контрабас) і Фред Белоу (ударні). Пісня вийшла у грудні 1953 року на лейблі Checker (дочірньому Chess) на синглі з «Lights Out» на стороні «Б». «You're So Fine» стала хітом і 1954 року пісня посіла 2-е місце в хіт-параді R&B Singles журналу «Billboard».
У 1957 році запис був включений до збірки The Best of Little Walter, випущеній на Chess.

## Інші версії
Пісню перезаписали інші виконавці, зокрема Джон П. Геммонд для I Can Tell (1967), Бейкон Фет (1970), Мек Сіммонс (1974), Джеймс Коттон (2001), Сем Лей для I Get Evil (2003), Ленні Генрі (2015) та ін.